# Mark Felt

Mark Felt

William Mark Felt (Twin Falls (Idaho), 17 augustus 1913 – Santa Rosa (Californië), 18 december 2008) was onderdirecteur van de FBI en werd een bekende klokkenluider. Op 31 mei 2005 maakte de toen 91-jarige Felt bekend dat hij de anonieme bron (aangeduid als Deep Throat) van The Washington Post in het Watergateschandaal was.
Zijn rol in het schandaal was dertig jaar lang een bron van speculatie; hij had zelf een aantal malen ontkend de bron te zijn geweest. De journalisten Bob Woodward en Carl Bernstein hadden altijd gezegd dat zij de identiteit van hun bron geheim zouden houden tot na diens overlijden. Nadat Felt in 2005 zelf een artikel over zijn aandeel in de Watergateaffaire had laten publiceren in het tijdschrift Vanity Fair, bevestigde The Washington Post zijn bekendmaking.
Mark Felt overleed eind 2008 op 95-jarige leeftijd aan hartfalen.